# 1961 aux Territoires du Nord-Ouest
Chronologie des Territoires du Nord-Ouest
- 1958
- 1959
- 1960
- 1961
- 1962
- 1963
- 1964
- 1965
- 1966

Cette page concerne des événements d'actualité qui se sont produits durant l'année 1962 dans le territoire canadien des Territoires du Nord-Ouest.

## Politique
- Premier ministre : Robert Gordon Robertson (Commissaire en gouvernement)
- Commissaire :
- Législature :

## Événements
- La population du territoire est de 22 998 habitants

## Naissances

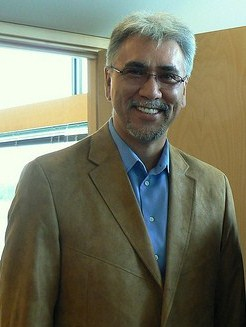
Floyd Roland

- 23 novembre : Floyd K. Roland, né à Inuvik [1], est un politicien canadien et premier ministre des Territoires du Nord-Ouest au Canada.